# Маковійчук Олександр Іванович
Олександр Іванович Маковійчук (нар. 22 серпня 1986 с. Лашківка, Кіцманський район, Чернівецька область) — український футболіст та футзаліст, захисник та півзахисник. Брат футболіста Степана Маковійчука.

## Життєпис

### Ранні роки
Починав грати у футбол у рідних Лашківках. Потім виступав у дитячо-юнацькій футбольній лізі за команду «Мальва». Згодом потрапив у СДЮСШ «Буковина», де тренером був Дмитро Гордей. Але вже невдовзі поїхав на збори до Хуста, де займалися хлопці школи київського «Динамо» (1986 року народження). На тих зборах Олександр проявів себе із найкращої сторини і 2000 році йому запропонували переїхати до Києва, де перші два роки виступав у чемпіонаті України (ДЮФЛ). 

### Кар'єра
Перші кроки на професійному рівні теж робив київському клубі, а саме виступав за третю команду у другій лізі українського футболу, де його партнерами по команді були такі гравці, як: Рустам Худжамов, Віталій Мандзюк, Денис Олійник, Микола Морозюк. Паралельно отримував пропозиції перейти в донецький «Шахтар», проте його батько, який є шанувальником «Динамо», наполягав на тому, щоб він залишався у столиці. 
У 2005 році контракт із «Динамо» був закінчений і пообіцянці агентів, мав потрапити в одну із італійських команд, але на жаль, вирушити до Італії йому не вдалося. Тож повернувся додому, де і провів більшу частину своєї кар'єри гравця в чернівецькій «Буковині». Дебютував за «Буковину» у чемпіонаті України 2 квітня 2005 року в матчі проти івано-франківської «Чорногори», а в кубку України в перше зіграв 21 вересня того ж року в матчі проти вищолігового київського «Арсеналу». 
У 2007 році грав у аматорському колективі ФК «Лужани», з якими став бронзовим призером чемпіонату України серед аматорів. На початку сезону 2009/10 зазнав важкої травми, яка призвела до тривалого лікування та реабілітації. У зв'язку цим Олесандер після завершення сезону вирішив завершити професійну кар'єру гравця. Всього за «Буковину» провів 113 матчів, а остання його гра в команді відбулася 9 серпня 2009 року (матч проти вінницької «Ниви»).
Через певний час прийняв пропозицію розпочати кар'єру  футзаліста. Впродовж трьох років виступав за першоліговий футзальний клуб «Меркурій» (Чернівці), де головним тренером був вже добре йому знайомий (за час виступів в «Буковині») Віктор Мглинець. Впродовж цих років разом з клубом ставав переможцем західної групи у першій лізі, проте головним досягненням стало здобуття путівку до еліти українського футзалу, однак через фінансові проблеми клуб відмовився від виступів. Всього за «Меркурій» провів 31 матч (29 – в чемпіонаті та 2 кубкових поєдинки).
У 2015 і 2016 році виступав за аматорські футбольні клуби «Маяк» (Великий Кучурів) та «Колос-Підгір'я» (Сторожинець), а з 2017 по 2018 рік виступав за МСК «Кіцмань». Також був граючим тренером ФК «Магала» (с. Магала).

#### В збірній
Впродовж 5 років виступав за різні юнацькі збірні, де в цілому провів 40 матчів і відзначився 9 голами. Разом із такими партнерами по збірній, як: Дмитро Чигринський, Денис Кулаков, Костянтин Кравченко, Олексій Антонов, Костянтин Ярошенко брав участь у різних відбіркових змаганнях до чемпіонату Європи. Перші роки у збірній виступав під керівництвом Валентина Луценка, а вже у збірній U-19 грав під орудою Юрія Калитвинцева.

## Досягнення

### Футбол
Професіональний рівень
- Переможець Другої ліги України (1): 2009/10.

Аматорський рівень
- Бронзовий призер чемпіонату України (1): 2007.
- Володар Кубка Чернівецької області (1): 2015.
- Срібний призер чемпіонату Чернівецької області (3): 2007, 2015, 2018.

### Футзал
- Переможець Першої ліги України (1): 2012
- Бронзовий призер Першої ліги України (1): 2011
- Переможець Першої ліги України (Західного регіону) (3): 2011, 2012, 2013